# Grands Prix automobiles de la saison 1932
Champion d'Europe des pilotes AIACR
 Tazio Nuvolari
1931 1933
La saison de Grands Prix automobiles 1932 est la deuxième saison du championnat d'Europe des pilotes organisée par l'Association Internationale des Automobile Clubs Reconnus (AIACR). Cette année, le championnat est remporté par le pilote italien Tazio Nuvolari.

## Grands Prix de la saison

### Grands Prix du championnat
| Grand Prix             | Circuit                  | Date       | Pilote vainqueur  | Constructeur vainqueur | Résultats |
| ---------------------- | ------------------------ | ---------- | ----------------- | ---------------------- | --------- |
| Grand Prix d'Italie    | Monza                    | 5 juin     | Tazio Nuvolari    | Alfa Romeo             | Résultats |
| Grand Prix de l'ACF    | Reims-Gueux              | 3 juillet  | Tazio Nuvolari    | Alfa Romeo             | Résultats |
| Grand Prix d'Allemagne | Nürburgring Nordschleife | 17 juillet | Rudolf Caracciola | Alfa Romeo             | Résultats |

### Autres Grands Prix
| Grand Prix                    | Circuit                | Date         | Pilote vainqueur        | Constructeur vainqueur | Résultats |
| ----------------------------- | ---------------------- | ------------ | ----------------------- | ---------------------- | --------- |
| Grand Prix d'hiver de Suède   | Rämen                  | 28 février   | Olle Bennström          | Ford                   | Résultats |
| Grand Prix d'Australie        | Phillip Island         | 14 mars      | Bill Thompson           | Bugatti                | Résultats |
| Grand Prix de Tunisie         | Carthage               | 3 avril      | Achille Varzi           | Bugatti                | Résultats |
| Grand Prix de Monaco          | Monaco                 | 17 avril     | Tazio Nuvolari          | Alfa Romeo             | Résultats |
| Grand Prix de Rome            | Littorio               | 24 avril     | Luigi Fagioli           | Maserati               | Résultats |
| Grand Prix d'Oran             | Arcole                 | 24 avril     | Jean-Pierre Wimille     | Bugatti                | Résultats |
| British Empire Trophy         | Brooklands             | 30 avril     | John Cobb               | Delage                 | Résultats |
| Targa Florio                  | Madonies               | 8 mai        | Tazio Nuvolari          | Alfa Romeo             | Résultats |
| Grand Prix de Finlande        | Eläintarharata         | 8 mai        | Per Victor Widengren    | Mercedes-Benz          | Résultats |
| Grand Prix des Frontières     | Chimay                 | 15 mai       | Arthur Legat            | Bugatti                | Résultats |
| Trophée de Provence           | Nîmes                  | 16 mai       | Stanisław Czaykowski    | Bugatti                | Résultats |
| Grand Prix de Nîmes           | Nîmes                  | 16 mai       | Benoit Falchetto        | Bugatti                | Résultats |
| Grand Prix de l'Avus          | Avus                   | 22 mai       | Manfred von Brauchitsch | Mercedes-Benz          | Résultats |
| Grand Prix du Maroc           | Anfa                   | 22 mai       | Marcel Lehoux           | Bugatti                | Résultats |
| Grand Prix de l'Eifel         | Nürburgring            | 29 mai       | Rudolf Caracciola       | Alfa Romeo             | Résultats |
| Circuit de Torvilliers        | Troyes                 | 29 mai       | Robert Gauthier         | Bugatti                | Résultats |
| Grand Prix de Picardie        | Péronne                | 5 juin       | Philippe Étancelin      | Alfa Romeo             | Résultats |
| Grand Prix de Lviv            | Lviv                   | 19 juin      | Rudolf Caracciola       | Alfa Romeo             | Résultats |
| Grand Prix de Lorraine        | Nancy                  | 26 juin      | Jean-Pierre Wimille     | Alfa Romeo             | Résultats |
| Grand Prix de Bordeaux        | Saint-Médard-en-Jalles | 26 juin      | Lucien Demazel          | Salmson                | Résultats |
| Grand Prix de Dieppe          | Dieppe                 | 24 juillet   | Louis Chiron            | Bugatti                | Résultats |
| Circuit de Nice               | Nice                   | 31 juillet   | Louis Chiron            | Bugatti                | Résultats |
| Coppa Ciano                   | Montenero              | 31 juillet   | Tazio Nuvolari          | Alfa Romeo             | Résultats |
| Coppa Acerbo                  | Pescara                | 14 août      | Tazio Nuvolari          | Alfa Romeo             | Résultats |
| Grand Prix du Comminges       | Saint-Gaudens          | 14 août      | Goffredo Zehender       | Alfa Romeo             | Résultats |
| Grand Prix de la Baule        | La Baule               | 17 août      | William Grover-Williams | Bugatti                | Résultats |
| Grand Prix de Tchécoslovaquie | Masaryk                | 4 septembre  | Louis Chiron            | Bugatti                | Résultats |
| Mountain Championship         | Brooklands             | 10 septembre | Malcolm Campbell        | Sunbeam                | Résultats |
| Grand Prix de Monza           | Monza                  | 11 septembre | Rudolf Caracciola       | Alfa Romeo             | Résultats |
| Grand Prix d'Antibes          | Garoupe                | 11 septembre | Benoit Falchetto        | Bugatti                | Résultats |
| Grand Prix de Marseille       | Miramas                | 25 septembre | Raymond Sommer          | Alfa Romeo             | Résultats |
| Munkkiniemenajo               | Helsinki               | 25 septembre | Per Victor Widengren    | Alfa Romeo             | Résultats |
| Grand Prix de Buenos Aires    | Costanera              | 5 octobre    | Domingo Bucci           | Hudson                 | Résultats |

## Classement du Championnat d'Europe des pilotes
| Classement | Pilote                  | Châssis    | ITA | FRA | ALL | Points inscrits |
| ---------- | ----------------------- | ---------- | --- | --- | --- | --------------- |
| Champion   | Tazio Nuvolari          | Alfa Romeo | 1er | 1er | 2e  | 4               |
| 2          | Baconin Borzacchini     | Alfa Romeo | 3e  | 2e  | 3e  | 8               |
| 3          | Rudolf Caracciola       | Alfa Romeo | Abd | 3e  | 1er | 10              |
| 4          | René Dreyfus            | Bugatti    | 5e  | 5e  | 4e  | 14              |
| 5          | Louis Chiron            | Bugatti    | Abd | 4e  | Abd | 16              |
| 5          | Luigi Fagioli           | Maserati   | 2e  | Np  | Np  | 16              |
| 7          | Giuseppe Campari        | Alfa Romeo | 4e  | Np  | Np  | 18              |
| 7          | Marcel Lehoux           | Bugatti    | Abd | Abd | Abd | 18              |
| 9          | Albert Divo             | Bugatti    | 6e  | Abd | Np  | 19              |
| 9          | Achille Varzi           | Bugatti    | Abd | Abd | Np  | 19              |
| 9          | Amedeo Ruggeri          | Maserati   | 8e  | Np  | Abd | 19              |
| 12         | Pietro Ghersi           | Alfa Romeo | 7e  | Np  | Np  | 20              |
| 12         | Eugenio Siena           | Alfa Romeo | 9e  | Np  | Np  | 20              |
| 12         | William Grover-Williams | Bugatti    | Np  | 6e  | Np  | 20              |
| 12         | Goffredo Zehender       | Alfa Romeo | Np  | 7e  | Np  | 20              |
| 12         | Pierre Félix            | Alfa Romeo | Np  | 8e  | Np  | 20              |
| 12         | Francis Curzon          | Bugatti    | Np  | 9e  | Np  | 20              |
| 12         | Luigi Premoli           | Maserati   | 10e | Np  | Np  | 20              |
| 12         | Philippe Étancelin      | Alfa Romeo | Np  | Abd | Np  | 20              |
| 12         | Max Fourny              | Bugatti    | Np  | Abd | Np  | 20              |
| 12         | Jean-Pierre Wimille     | Alfa Romeo | Np  | Abd | Np  | 20              |
| 12         | Luigi Castelbarco       | Maserati   | Abd | Np  | Np  | 20              |
| 12         | Jean Gaupillat          | Bugatti    | Np  | Abd | Np  | 20              |
| 12         | Hans Lewy               | Bugatti    | Np  | Np  | Abd | 20              |
| 12         | Paul Pietsch            | Bugatti    | Np  | Np  | Abd | 20              |

Légende (1931 / 1935-1939)
- Vainqueur : 1 point
- Deuxième : 2 points
- Troisième : 3 points
- Quatrième ou complété à plus de 75 % : 4 points
- Complété entre 50 et 75 % : 5 points
- Complété 25 et 50 % : 6 points
- Complété à moins de 25 % : 7 points
- N'a pas participé (np) : 8 points
- Disqualifié (dsq) : 8 points
- En gras : pole position
- En italique : meilleur tour en course
- * : voiture partagée

Légende (1932)
- Vainqueur : 1 point
- Deuxième : 2 points
- Troisième : 3 points
- Quatrième : 4 points
- Cinquième : 5 points
- Autre partant : 6 points
- Disqualifié (dsq) : 6 points
- N'a pas participé (np) : 7 points
- En gras : pole position
- En italique : meilleur tour en course
- * : voiture partagée